# Zweden op het Eurovisiesongfestival 1986
Melodifestivalen 1986 was de 25ste editie van de liedjeswedstrijd die de Zweedse deelnemer voor het Eurovisiesongfestival oplevert. De winnaar werd bepaald door de jury gesorteerd op leeftijd.

## Uitslag
| Nr. | Artiest                     | Lied                           | Songwriters                                             | Ptn | Plaats |
| --- | --------------------------- | ------------------------------ | ------------------------------------------------------- | --- | ------ |
| 1   | Dan Tillberg                | ABCD                           | Svante Persson, Dan Tillberg, Ingela 'Pling' Forsman    | -   | -      |
| 2   | Git Persson                 | Du förför mig                  | Anders Berglund, Lotta Winberg                          | -   | -      |
| 3   | Style                       | Dover-Calais                   | Tommy Ekman, Christer Sandelin                          | 33  | 3de    |
| 4   | Lasse Holm & Monica Törnell | É dé de' här du kallar kärlek? | Lasse Holm                                              | 64  | 1ste   |
| 5   | Anna Book                   | ABC                            | Martin Contra, Björn Frisén, Keith Almgren              | 24  | 5de    |
| 6   | Sound of Music              | Eldorado                       | Peter Grönvall, Angélique Widengren och Nanne Nordqvist | 26  | 4de    |
| 7   | Baden-Baden                 | Jag har en dröm                | Martin Contra, Björn Frisén och Keith Almgren           | -   | -      |
| 8   | Fredrik Willstrand          | Fem i tolv                     | Joakim Bergman, Monica Forsberg                         | -   | -      |
| 9   | Lena Philipsson             | Kärleken är evig               | Torgny Söderberg, Per Gessle                            | 42  | 2de    |
| 10  | Karin Risberg               | Stopp, stopp, stanna           | Kjell Lövbom, Peo Thyrén                                | -   | -      |

### Jurering
| Lied                           | 16-20 | 21-25 | 26-30 | 31-35 | 36-40 | 41-45 | 46-50 | 51-55 | 56-60 | Total |
| ------------------------------ | ----- | ----- | ----- | ----- | ----- | ----- | ----- | ----- | ----- | ----- |
| É dé det' här du kallar kärlek | 8     | 8     | 8     | 6     | 6     | 6     | 8     | 8     | 6     | 64    |
| Dover-Calais                   | 6     | 2     | 4     | 4     | 1     | 1     | 1     | 6     | 8     | 33    |
| Kärleken är evig               | 1     | 6     | 1     | 8     | 8     | 8     | 4     | 2     | 4     | 42    |
| ABC                            | 2     | 4     | 6     | 2     | 2     | 4     | 2     | 1     | 1     | 24    |
| Eldorado                       | 4     | 1     | 2     | 1     | 4     | 2     | 6     | 4     | 2     | 26    |

## In Bergen
In Noorwegen moest Zweden optreden als 17de, voor Oostenrijk en na Denemarken . Aan het einde van de puntentelling was Zweden 5de geworden met een totaal van 78 punten. Men kreeg 2 keer het maximum van de punten. Men ontving van  België geen punten en van Nederland 3 punten.

### Gekregen punten

#### Finale
| 12 punten                          | 10 punten   | 8 punten                          | 7 punten                           | 6 punten     |
| ---------------------------------- | ----------- | --------------------------------- | ---------------------------------- | ------------ |
| - IJsland - Zwitserland            |             |                                   | - Joegoslavië - Noorwegen - Spanje | - Denemarken |
| 5 punten                           | 4 punten    | 3 punten                          | 2 punten                           | 1 punt       |
| - Finland - Luxemburg - Oostenrijk | - Duitsland | - Nederland - Verenigd Koninkrijk | - Frankrijk                        |              |

### Punten gegeven door Zweden

#### Finale
Punten gegeven in de finale:
| 12 punten | Zwitserland         |
| 10 punten | Luxemburg           |
| 8 punten  | Verenigd Koninkrijk |
| 7 punten  | Ierland             |
| 6 punten  | België              |
| 5 punten  | Duitsland           |
| 4 punten  | Denemarken          |
| 3 punten  | Frankrijk           |
| 2 punten  | IJsland             |
| 1 punt    | Joegoslavië         |